# Лутовиновка (Козельщинский район)
Лутовиновка (укр. Лутовинівка) — село,
Лутовиновский сельский совет,
Козельщинский район,
Полтавская область,
Украина.
Код КОАТУУ — 5322082501. Население по переписи 2001 года составляло 1870 человек.
Является административным центром Лутовиновского сельского совета, в который, кроме того, входят сёла
Анновка,
Задолга,
Кащевка и
Майорщина.

## Географическое положение
Село Лутовиновка находится на левом берегу реки Рудька,
ниже по течению на расстоянии в 2,5 км расположен пгт Козельщина,
на противоположном берегу — село Анновка.
Через село проходит железная дорога, станция Гановка.

## Экономика
- ОАО «Лутовиновский маслосырзавод».
- ЧП «Лутовиновское».
- ОАО «Козельщинский райагроснаб».

## Объекты социальной сферы
- Детский сад «Ромашка».
- Школа І—ІІ ст.